# Galway
Galway er en by i den Irske Republik (på irskGaillimh i Éire). Galway ligger ved den irske vestkyst i County Galway i provinsen Connacht. Galway havde i 2016 en befolkning på 79.934.
Byen ligger på den nordøstlige side af Galway Bay. Den af tidevand prægede flod Corrib løber gennem byen og munder ud i bugten.
Tre af de nationale hovedveje går til Galway: N17 fra nord Tuam, Sligo og Donegal; N6 fra øst Athlone og Dublin og N18 fra syd Shannon, Limerick og Cork. Byen har jernbaneforbindelse med Dublin og andre byer. Galway Airport har flyvninger til flere destinationer på de britiske øer, og der er ca. 90 minutters kørsel til Shannon International Airport.

## Historie
De første dokumenterede bosættelser var i den nuværende bydel Roscam, hvor der blev opført et kloster, hvorfra der er bevaret en 10 m høj ruin af et rundt tårn, nogle gravstene og to udhulede klippeblokke, Bullauns, som formodentlig har haft religiøs betydning. Klosteret blev 807 plyndret af vikingerne. Dets videre historie er ikke kendt.
I 1124 blev der anlagt en befæstning i nærheden af det lille fiskerleje . 1232 blev landsbyen besat af jarl Richard de Burgh som udbyggede den til en anglonormannisk forpost i det vestlige Irland. 1396 fik byen sine byrettigheder af den engelske kong Richard II (1367-1400. 14 anglonormanniske handelsfamilier overtog hurtig al handel og magten i byen. Navnene på familierne var Athy, Blake, Bodkin, Browne, Darcy, Deane, Font, French, Joyce, Kirwin, Lynch, Martyn, Morris og Skerrett. Byen var i denne periode udsat for angreb fra omegnens irske klan O’Flahertys, og den irske befolkning fik forbud mod at komme ind i byen.
I det 15. århundrede gik den engelske indflydelse tilbage, mens handelsforbindelserne med Spanien og Portugal blev udvidet.
1473 blev Galway ødelagt af en storbrand, men blev hurtig genopbygget.
1652 erobrede Oliver Cromwell byen, og da Vilhelm 3. af England i 1691 sejrede over Jakob 2. af England skånede han den ikke.

## Politik
Byrådet (City Council) har femten medlemmer og vælges hvert femte år. Byrådet vælger hvert år en ny borgmester. Fra juni 2010 til juni 2011 er Michael Crowe fra Fianna Fáil borgmester.
| Parti | Irish Labour Party | Fine Gael | Fianna Fáil | Uafhængige |
| Sæder | 5                  | 3         | 3           | 4          |

## Kultur
Af årlige kulturelle foranstaltninger er der blandt andet Galway Early Music Festival (maj), Galway Film Fleadh (juli), [Galway Arts Festival(juli), Galway Races (hestevæddeløb) (august), Galway International Oyster Festival (september), Baboró Galway International Arts Festival for Children (oktober) og hvert år den 3. september musikfestivalen Cuarth Millennium .
Theater Taebhdhearc na Gaillimhe er et teater for irsk kultur og sprog.
Teatret Town Hall Theatre har et afvekslingsrigt og interessant program. I Town Hall Studio optræder mindre ensembler og solister.

### Seværdigheder
- Sankt-Nicholas Kirke
- Galway arco español
- Galway Arts Festival 2007
- Claddagh Ring
- St. Nicholas
- Lynch's Castle
- Pub Tigh Chóilí

Bypladsen ligger i nærheden af banegården og har foruden mindesmærket for den traditionelle sejlbåd Galway Bay mange græsplæner og bænke. De mange træer giver behagelig skygge.
Shop Street er fodgængerzone og Galways hovedindkøbsgade.
Lynch's Castle fra det 16. århundrede er prydet med våbenskjolde og rummer i nutiden en bank. Slottet var bopæl for familien Lynch, som mellem 1480 og 1650 oftest havde borgmesterposten.
Bymuren Spanish Arch ved havnen er resterne af en udvidelse af bymuren fra 1584, der blev opført for at beskytte havnen mod angreb. Ved siden Spanish Arch ligger Galway City Museum, der fortæller om byens historie og om dagligdagen helt tilbage til middelalderen.
Salthill er et forlystelseskvarter med hoteller, pubs, spillehaller, natklubber, forlystelsesparken "Leisure Land" og et havakvarium med alt levende fra de irske farvande. Området ligger parallelt med byens badestrand.
St. Nicholas Cathedral er byens domkirke, som blev færdigbygget i 1965.
Salmon Weir Bridge går over floden Corrib mellem retsbygningerne og domkirken.
Claddagh er et tidligere fiskerleje, nu en forstad uden for Galway. De oprindelige fiskerhuse blev i begyndelsen af 1930'erne revet ned og bebygget med halvanden etagers familiehuse. Claddagh er kendt på grund af Claddagh Ring. Ringen kan købes i Galways smykkeforretninger.
Galway City Museum har to afdelinger; én udstilling om byens historie, og én med irske kunstnere fra anden halvdel af 1900-tallet.
Byen universitet, University of Galway, har flere museer inklsuive James Mitchell Geology Museum og Computing and Communications Museum of Ireland.
I Galway er der et stort udvalg af irske pubs. Nogle af dem byder daglig eller regelmæssig på traditionel irsk folklore og moderne pop. Markant er "King's Head", "Taaffe's", "Murphy's Bar", "Bunch of Grapes", "Quays", "Roisin Dubh" og "Crane's". De serverer ved middagstid "Soup of the Day" eller "Chowder" (fiskesuppe).

## Venskabsbyer
| by          | fra  | indb.     | land        |
| ----------- | ---- | --------- | ----------- |
| Saint Louis | 1977 | 354.361   | USA         |
| Lorient     | 1978 | 58.135    | Frankrig    |
| Seattle     | 1981 | 576.000   | USA         |
| Bradford    | 1986 | 293.717   | England     |
| Aalborg     | 1997 | 196.292   | Danmark     |
| Cambridge   | 1997 | 105,594   | USA         |
| Chicago     | 1997 | 2.862.244 | USA         |
| Qingdao     | 1999 | 3.474.500 | Kina        |
| Milwaukee   | 1997 | 604.477   | USA         |
| Waitakere   | 2002 | 197.700   | New Zealand |
| Moncton     | 2002 | 64.128    | Canada      |